# A Maravilhosa Viagem de Nils Holgersson através da Suécia
A Maravilhosa Viagem de Nils Holgersson através da Suécia  ou A viagem maravilhosa de Nils Holgersson - em sueco Nils Holgerssons underbara resa genom Sverige - é um romance da escritora sueca Selma Lagerlöf, publicado em dois volumes, entre os anos de 1906 e 1907. Conta a história de um menino que, montado num ganso, viaja pelos céus da Suécia, cuja geografia e economia são assim apresentadas de uma forma acessível para crianças e adultos, suecos e estrangeiros.

## Histórico
Alfred Dalin, diretor de uma escola de Husqvarna, fez a Selma Lagerlöf a proposta de um livro para crianças das escolas primárias, que ensinasse a história e a geografia de seu país. Selma aceitou, elaborando extensa pesquisa e viagens de estudo, concluindo entre 1906 e 1907 essa obra, alcançando tamanho sucesso que pôde realizar seu sonho: comprar novamente sua casa, Mårbacka, em 1910.

## Características
A autora soube combinar sua experiência pedagógica com seu talento de narradora. Utiliza fantasias sobre o tema do "Mapa da Suécia", de Snoilsky: Olândia é uma borboleta petrificada de asas arrancadas, Blekinge uma escada de três degraus, Hälsingland uma folha com nervuras, Estocolmo a cidade que flutua sobre as águas.
O livro propõe uma lição de moral: a exaltação do trabalho, da boa vontade e da caridade, e passa valores tais como o respeito à natureza, a importância do trabalho em grupo e a integridade.

## Sumário

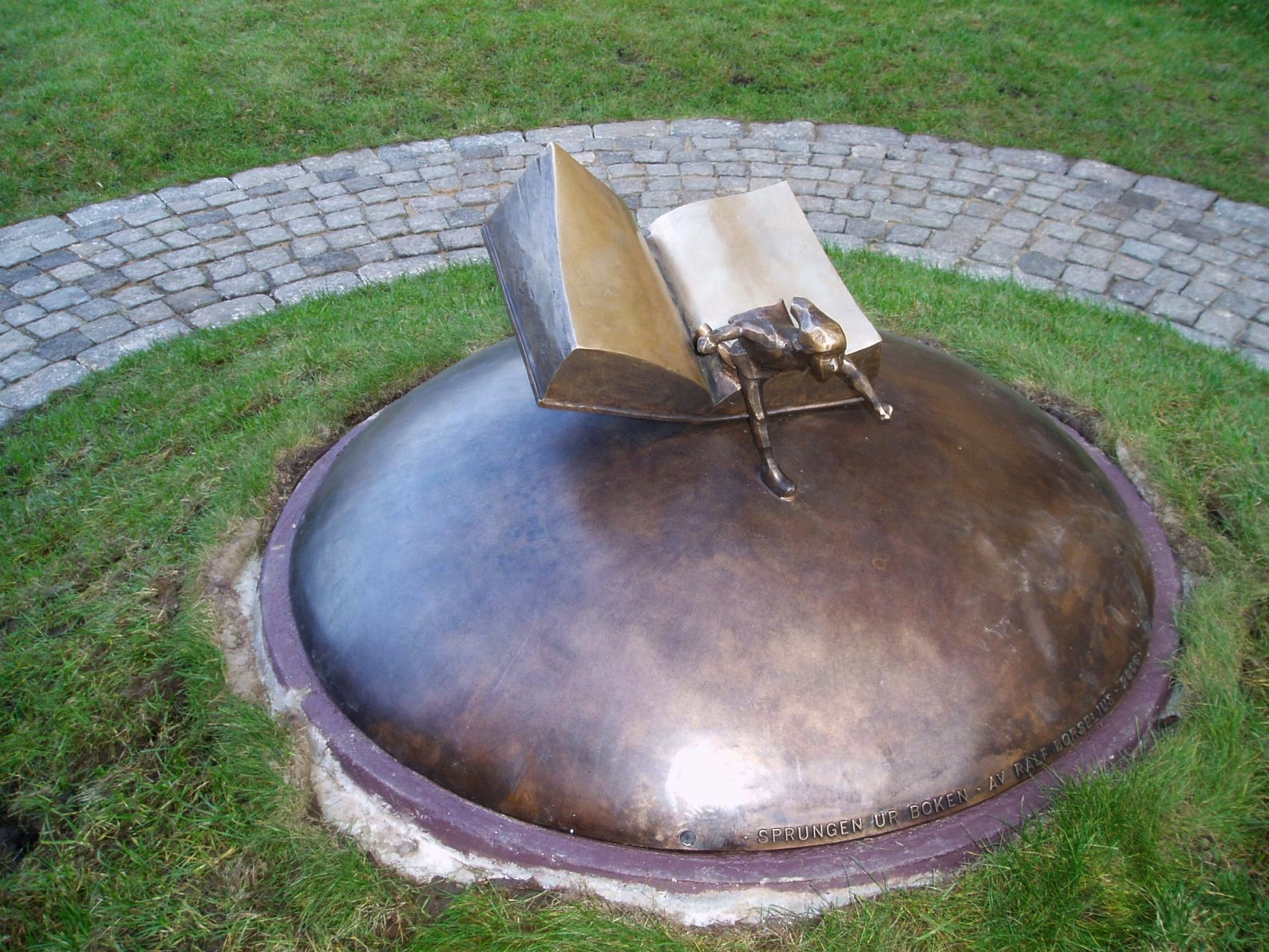
Nils Holgersson, Estátua feita por Ralf Borselius em homenagem ao romance, localizada em Karlskrona, Suécia.

Nils, um menino preguiçoso e desobediente que se diverte em maltratar os animais, num domingo em que os pais haviam ido à igreja, aprisiona um duende e, como castigo, é transformado também em duende. Ao subir nas costas de Mårten, um dos gansos de sua propriedade, a ave resolve, num impulso, seguir os gansos selvagens na primavera, e Nils segue viagem com eles.
Inicialmente assustado, depois mais confiante, atravessa a Suécia nas costas do ganso, participando de várias aventuras no mundo dos animais. Entre essas aventuras conhece os lapões, quase salva uma cidade que só aparece a cada cem anos, e se torna amigo de vários animais.
Sete meses depois, tendo aprendido muito e se tornado uma pessoa melhor, volta à casa de seus pais e à forma humana novamente, mostrando aos poucos que é capaz de sacrificar a própria felicidade à dos outros.

## Traduções e publicações em língua portuguesa
- Editora Educação Nacional de Afonso Machado, no Porto, Portugal, tradução de Maria de Castro Henriques Osswald, sendo a primeira edição em 1936, a 2ª em 1944, a 3ª em 1948, 4ª edição s. d. e a 5ª em 1963.
- Editora Itatiaia.
- Publicações Europa-América, Lisboa, Portugal, tradução de Ana Rabaça, edição em 1990 (Coleção Clássicos). Edição em 2000 (Coleção Grandes Clássicos do Século XX).
- Editora Melhoramentos, usou a tradução de Maria de Castro Henriques Osswald (Coleção Alvorada da Vida).
- Editora Relógio d’Água, usou a tradução de Maria de Castro Henriques Osswald (Coleção Universos Mágicos).
- Editora Nórdica, Rio de Janeiro: como 'A Viagem Maravilhosa de Nils Holgersson através da Suécia, tradução de Manoel Paulo Ferreira, 1985, 437 páginas, ilustrações de Bertil Lybeck (feitas em 1931), ISBN 85-7007-033-0.
- Edições Micael: A Viagem Maravilhosa de Nils Holgersson através da Suécia, tradução de Manoel Paulo Ferreira, 2010, ISBN 9788599830109.
- Sextante Editora, Lisboa: A Maravilhosa Viagem de Nils Holgersson Através da Suécia, 2020, tradução de João Reis

## Melhores livros
Em 1999, a empresa francesa de distribuição de bens culturais Fnac e o jornal parisiense Le Monde fizeram uma sondagem para descobrir os 100 melhores livros do século XX, quando 17 000 franceses responderam à pergunta "Que livros ficaram na sua memória?" (« Quels livres sont restés dans votre mémoire ? »). “A maravilhosa Viagem de Nils Holgersson Através da Suécia” ficou entre esses 100 melhores livros.